# بری اومور
بری اومور (انگلیسی: Barry O'Moore; ۸ دسامبر ۱۸۷۹ – ۲۳ اکتبر ۱۹۴۵) هنرپیشه اهل ایالات متحده آمریکا بود.
از فیلم‌ها یا برنامه‌های تلویزیونی که وی در آن نقش داشته‌است می‌توان به ادگار آلن پو، دمدمی مزاج، و فریب اشاره کرد.